# Michael Arlen
 (janvier 2018).
Si vous disposez d'ouvrages ou d'articles de référence ou si vous connaissez des sites web de qualité traitant du thème abordé ici, merci de compléter l'article en donnant les références utiles à sa vérifiabilité et en les liant à la section « Notes et références ».
Pour les articles homonymes, voir Arlen.
Œuvres principales
- Le Chapeau vert

Michael Arlen (né Dikran Kouyoumdjian, en arménien Տիգրան Գույումճյան, le 16 novembre 1895 à Roussé, Bulgarie - mort le 23 juin 1956 à New York, États-Unis), est un romancier, nouvelliste, dramaturge et essayiste britannique d'origine arménienne.

## Biographie
Né à Roussé, Dikran Kouyoumdjian est encore un jeune enfant quand, en 1901, sa famille s'installe à Southport (Angleterre) pour fuir les persécutions turques dont elle est l'objet[réf. souhaitée].
Après ses études collégiales, il séjourne en Suisse, puis fait des études de médecine à l'université d'Édimbourg. Sous la signature Michael Arlen, il publie en 1920 The London Venture, un roman autobiographique, qui reçoit un bon accueil critique. Il est surtout connu aujourd'hui pour son roman Le Chapeau vert (The Green Hat), paru en 1924, qu'admirait la jeune Simone de Beauvoir qui en fait mention dans ses Mémoires d'une jeune fille rangée. En 1925, Michael Arlen en tire une pièce éponyme qui rencontre un beau succès sur Broadway où elle connaît 231 représentations. Katharine Cornell y joue l'héroïne au chapeau vert. Le roman est ensuite adapté à deux reprises au cinéma : d'abord, en 1928, dans Intrigues (A Woman of Affairs), avec Greta Garbo, puis, en 1934, dans Outcast Lady, avec Constance Bennett.

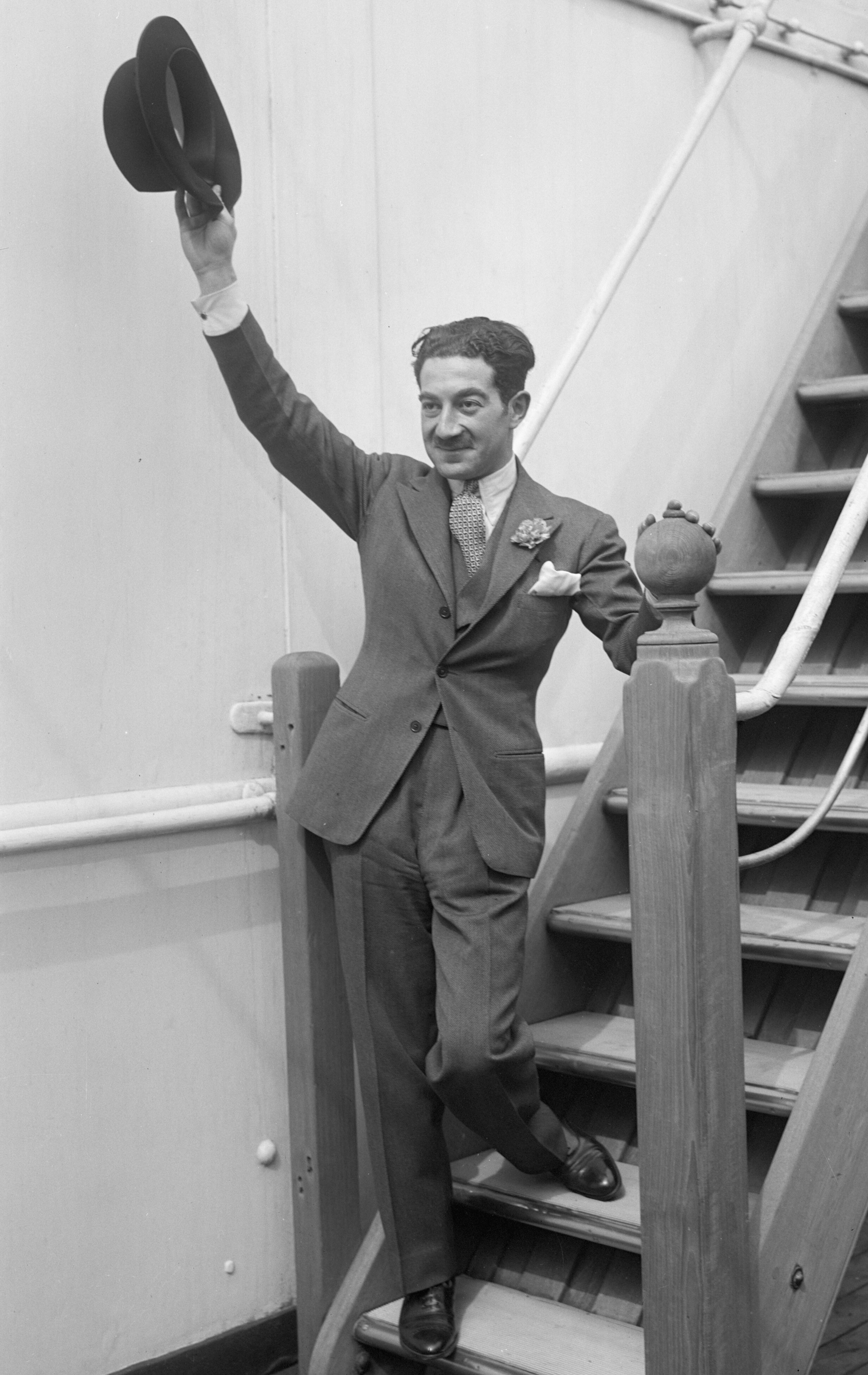

Michael Arlen a aussi abordé le fantastique avec son recueil de nouvelles intitulé Ghost Stories (1927) et la science-fiction avec le roman Man's Mortality (1933), une dystopie qui se déroule dans les années 1980.
Sa nouvelle policière The Gay Falcon, publiée en 1940, a donné lieu à une série d'une douzaine de films où le détective Falcon est d'abord incarné par George Sanders, puis par Tom Conway.

## Œuvre

### Romans
- The London Venture (Heinemann, 1920)
- Piracy (Collins, 1922)
- The Green Hat (Collins, 1924) Le Feutre vert, traduit par Lucette Caron Culbert, Paris, Plon, 1928 Le Chapeau vert, nouvelle traduction par François Dupuigrenet Desroussilles, Paris, Salvy, 1992  (ISBN 2-905899-34-4) ; réédition, Paris, 10/18, coll. « Domaine étranger » no 3060, 1999  (ISBN 2-264-02331-7) ; réédition, Paris, Les Belles Lettres, coll. « Domaine étranger » no 10, 2013  (ISBN 978-2-251-21011-7)
- Young Men in Love (Hutchinson, 1927)
- Lily Christine (Doubleday, Doran, 1929)
- Men Dislike Women (Heinemann, 1931)
- Man's Mortality (Heinemann, 1933)
- Hell! Said the Duchess (Heinemann, 1934)  Enfer ! s'écria la duchesse, traduit par Anne-Sylvie Homassel, Strasbourg, Éditions La Dernière Goutte, 2013  (ISBN 978-2-918619-15-4)
- The Flying Dutchman (Heinemann, 1939)

### Recueils de nouvelles
- The Romantic Lady (Collins, 1921)
- These Charming People (Collins, 1923)
- May Fair, In Which Are Told the Last Adventures of These Charming People (Collins, 1925)
- Ghost Stories (Collins, 1927)
- Babes in the Wood (Hutchinson, 1930)
- The Crooked Coronet (Heinemann, 1937)
- The Great Book of Mystery (Odhams, s.d.)

### Théâtre
- The Green Hat (1925), adaptation pour la scène du roman éponyme
- These Charming People (1925)
- Dear Father (1926)

## Filmographie partielle
- 1926 : Pour une femme (The Ace of Cads) de Luther Reed
- 1926 : The Dancer of Paris d'Alfred Santell
- 1927 : Chiffons (American Beauty) de Richard Wallace
- 1928 : Intrigues (A Woman of Affairs), film muet américain réalisé par Clarence Brown, d'après le roman Le Chapeau vert
- 1934 : Outcast Lady, film américain réalisé par Robert Z. Leonard, d'après le roman Le Chapeau vert
- 1936 : La Flèche d'or (The Golden Arrow), film américain réalisé par Alfred E. Green, d'après la nouvelle The Golden Arrow, parue le 14 septembre 1935 dans le magazine Liberty
- 1941 : The Gay Falcon, film américain réalisé par Irving Reis, d'après la nouvelle The Gay Falcon, parue en 1940 dans le magazine Town and Country